# Partidul Libertății din Austria
Partidul Libertății din Austria (în germană Freiheitliche Partei Österreichs; FPÖ) este un partid de dreaptă sau extrema dreaptă din Austria. Liderul partidului era Heinz-Christian Strache, care a demisionat în urma unui scandal de corupție. Președintele actual este Herbert Kickl, din iunie 2021.

## Istoric

### Conducerea lui Haider (1986–2000)
Informații suplimentare: Jörg Haider

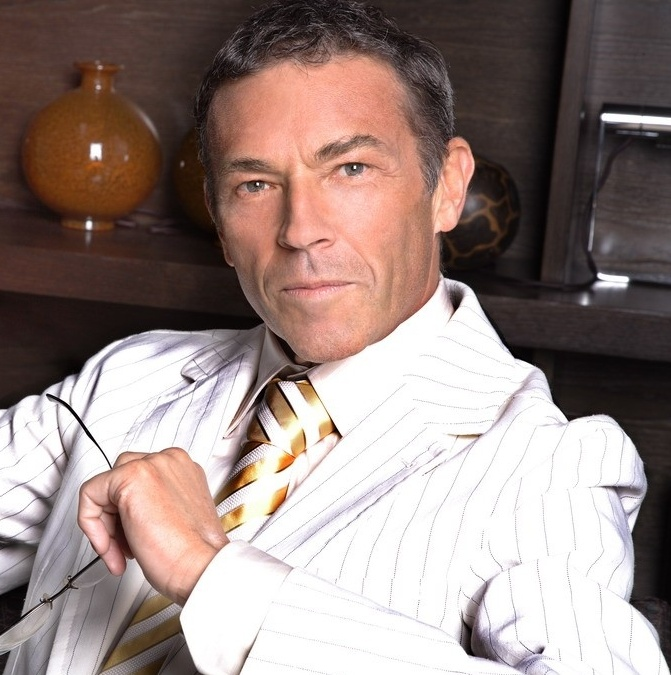
Jörg Haider (2007).

Sub conducerea lui Jörg Haider FPÖ a obținut primul succes electoral la alegerile regionale din 1989 din Carintia, unde partidul a întrunit 29% din voturi. SPÖ și-a pierdut majoritatea, iar ÖVP a devenit al treilea partid în regiune. FPÖ a format o coaliție cu ÖVP, cu Haider drept guvernator în Carintia (la acel moment cel mai mare triumf politic al lui). La alegerile generale din 1990, partidul s-a îndepărtat de la liberalismul cu care se asociase, în schimb se preocupă de imigraționism și critică tot mai des Uniunea Europeană. A urmat o remarcă a lui Haider în 1991 despre "politica decentă de angajare" în Germania Nazistă (în contrast cu cea a actualui guvern al Austriei), ca urmare acesta fiind înlocuit la inițiativa SPÖ-ÖVP cu candidatul ÖVP, Christof Zernatto. Mai târziu în acel an, FPÖ a înregistrat creșteri la trei alegeri regionale (cele mai notabile în Viena).
Haider a continuat să critice aceste politici și și-a exprimat obiectivele politice ca fiind un guvern mic cu mai multă democrație directă decât totalitarismul centralizat. Urmând o creștere a importanței imigraționsimului drept o problemă politică, în 1993 partidul a pornit inițiativa "Austria întâi!" (dorind un referendum pe probleme de imigraționism). Inițiativă a fost controversată, astfel că cinci politicieni din conducere au părăsit partidul și s-au alăturat Forumului Liberal (LiF). Relațiile FPÖ cu Internaționala Liberală au dvenit tot mai slabe, concluzionând cu partidul părăsind această formațiune. În 1999, Haider a fost reales Guvernator al Carintiei.

### Guvernare (2000–2005)
La alegerile generale din 1999, FPÖ a obținut 27% din voturi, cel mai mult din istoria sa—învingând ÖVP  pentru prima oară la mucî diferență. În februarie 2000, ÖVP a acceptat să formeze o coaliție împreună cu FPÖ. În mod normal, Haider ar fi trebuit să devină cancelar al Austriei. Oricum, din cauza criticilor internaționale legate de participare FPÖ la guvernare, Wolfgang Schüssel de la ÖVP a luat postu. În schimb, i-au fost acordat FPÖ-ului Ministerele Sănătății și de Finanțe. Mai târziu acea lună Haider, care era criticat chiar din poziția sa de ministru junior, a fost schimbat din fruntea partidului și înlocuit cu Susanne Riess-Passer. Văzând un boicot diplomat al Austriei, cele 14 țări memre ale UE au introdus sancțiuni după ce guvernul a fost format; în afara întâlnirilor formale ale UE, contactele cu Austria au fost reduse. Măsurile au fost justificate de UE ca fiind "admiterea FPÖ într-o coaliție guvernamentală legitmează extrema dreaptă în Europa".
Partidul a fost ținut pe marginea scenei politice pentru majoritatea Celei de-a Doua Republici, în afara perioadei scurte în care a guvernat în anii '80. Sancțiunile din parte UE au fost anulate în luna septembrie, după un raport care arată efectivitatea lor doar pe termen scurt; pe termen lung acestea ar putea crește euroscepticismul. Unii observatori au notat faptul că Italia nu a fost sancționată atunci când Alianța Natională post-fascistă a intrat în guvern  1994.
FPÖ s-a confruntat cu o instabilitate internă și astfel o depreciere în rândul populației. Votanții au devenit nervoși din cauza faptului că partidul a fost nevoit să fie de acord cu reformele economice neo-liberale ale ÖVP. Mai mulți miniștri importanți ai FPÖ sau retras din partid în 2002 în urma unor atacuri puternice ale lui Haider, astfel având loc alegeri anticipate.
În campania electorală, partidul a fost puternic divizat și nu a reușit să își organizeze o strategie politică. Și-a schimbat liderii de cinci ori în mai puțin de două luni, iar la alegerile generale din 2002 a scăzut la doar 10.2% din voturi, aproape cu două treimi mai puțin decât la precedentel alegeri. Majoritatea votanților s-au îndreptat spre ÖVP, care a devenit cel mai mare partid din Austria cu 43% din voturi. Și mai mult, a fost reînființată coalițai guvernamentală dintre ÖVP și FPÖ; oricum, au crescut criticile legate de misiunea FPÖ de a câștiga alegerile cu orice preț.

### Plecarea lui Haider la BZÖ
După ce au avut alegeri interne în FPÖ, fostul președinte Jörg Haider și întreaga echipă ce se afla atunci la guvernare au format un partid politic la data de 4 aprilie, numit Alianța pentru Viitorul Austriei (BZÖ). Cancelarul Austriei Wolfgang Schüssel a urmat, schimbând coaliția cu FPÖ într-o cooperare cu BZÖ. Întrucât nimeni nu îl putea învinge pe Haider în Carintia, organizația locală a FPÖ a devenit organizație a BZÖ în Carintia.

### Conducerea lui Strache (2005–prezent)
FPÖ s-a situat mai bine decât BZÖ în sondaje după separarea din 2005, cu primele teste în Stiria și Burgenland. La data de 23 aprilie 2005, Heinz-Christian Strache a fost ales președinte al FPÖ, înlocuindu-l pe interimarul Hilmar Kabas. Întrucât fosta elită a partidului a trecut la BZÖ, FPÖ-ul era din nou fără responsibilități. Sub Strache ideologia partidului a devenit tot mai radicală, întorcându-se la obiectivele inițiale. FPÖ a ieșit rezonabil la alegerile din Viena, unde candida Strache, acesta ducând o campanie puternică împotriva imigrației. A obținut 14,9% din voturi, în timp ce BZÖ a obținut doar 1,2%.
La alegerile generale din 2006, FPÖ a continuat să promoveze anti-immigraționismul, anti-islamismul și euroscepticismul. A obținut 11% din voturi și 21 de locuri în parlament, în timp ce BZÖ a luat doar 4%, minimul necesar pentru a intra în Parlament. Coaliția dintre SPÖ și ÖVP le-a lăsat în continuare pe cele două partide în opoziție. La alegerile din 2008 și FPÖ și BZÖ au crescut semnificativ, ajungând la 17.4%, respectiv 10.7. La alegerile pentru Parlamentul European din 2009, FPÖ și-a dublat rezultatul din 2004, obținând 12.8% din voturi și 2 locuri.

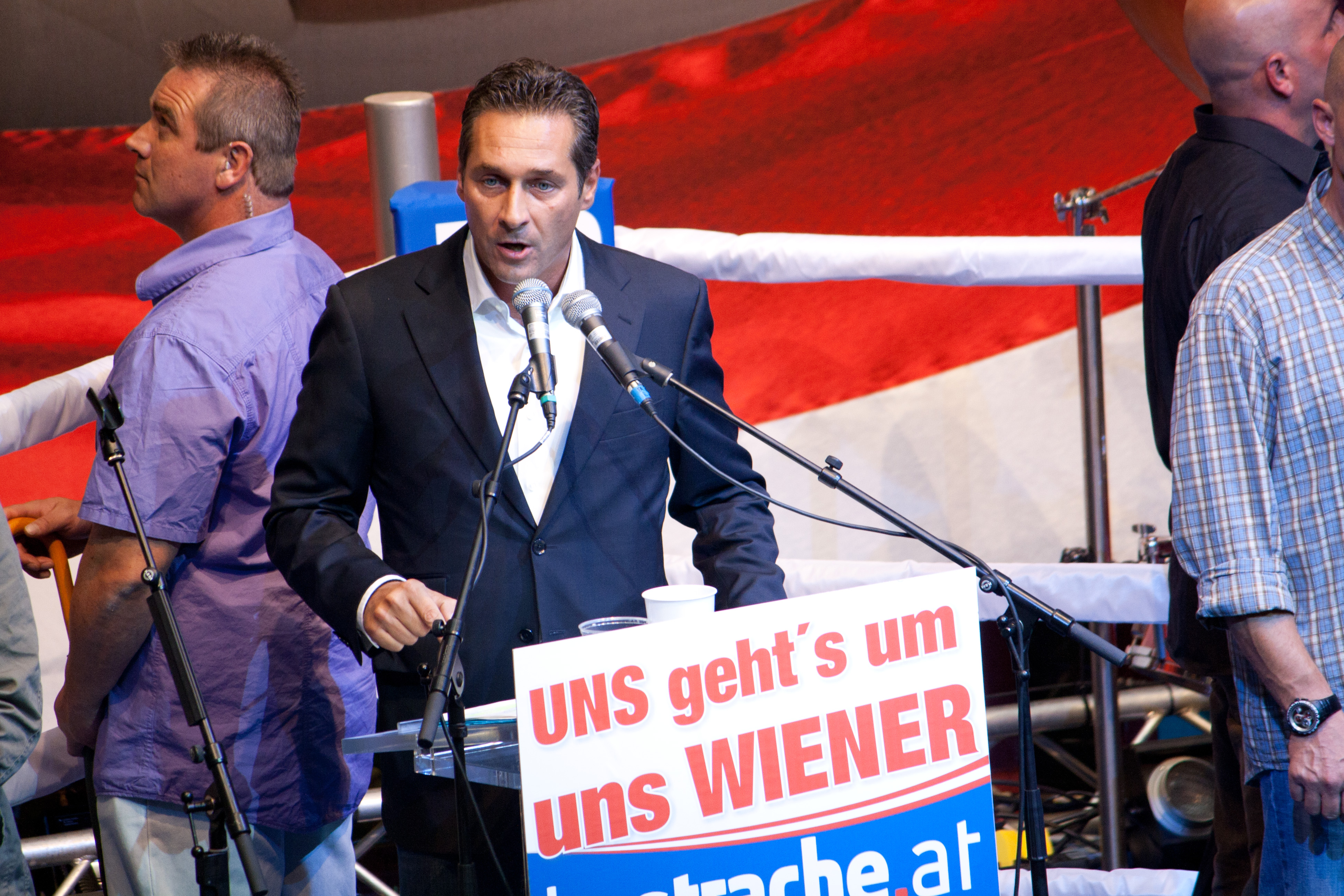
Heinz-Christian Strache, vorbind la un miting înaintea alegerilor din 2010 din Viena.

În decembrie 2009 organizația locală a BZÖ, s-a separat și a format Partidul Libertății în Carintia (FPK); acesta a colaborat cu FPÖ la nivel național, modelându-se după modelul german CDU-CSU. Liderul organizației, Uwe Scheuch, s-a certat cu liderul BZÖ, Josef Bucher, după ce acesta a considerat-o "un liberal moderat de extremă dreapta" și orientat ideologic mai mult spre economie. La alegerile din 2010 din Viena, FPÖ a crescut la 25.8% din voturi; aceasta a fost văzută drept o victorie de către Strache, datorită popularității sla printre tineri. Atunci a fost singura dată când SPÖ și-a pierdut majoritatea absolută din oraș.

## Alegerii

### Nationalrat
| An   | Voturi    | %     | Locuri   | Guvernare        |
| ---- | --------- | ----- | -------- | ---------------- |
| 1956 | 283.749   | 6.5%  | 6 / 165  | Opoziție         |
| 1959 | 336.110   | 7.7%  | 8 / 165  | Opoziție         |
| 1962 | 313.895   | 7.0%  | 8 / 165  | Opoziție         |
| 1966 | 242.570   | 5.4%  | 6 / 165  | Opoziție         |
| 1970 | 253.425   | 5.5%  | 6 / 165  | Minoritate SPÖ   |
| 1971 | 248.473   | 5.5%  | 10 / 183 | Opoziție         |
| 1975 | 249.444   | 5.4%  | 10 / 183 | Opoziție         |
| 1979 | 286.743   | 6.1%  | 11 / 183 | Opoziție         |
| 1983 | 241.789   | 5.0%  | 12 / 183 | Coaliție SPÖ-FPÖ |
| 1986 | 472.205   | 9.7%  | 18 / 183 | Opoziție         |
| 1990 | 782.648   | 16.6% | 33 / 183 | Opoziție         |
| 1994 | 1,042,332 | 22.5% | 42 / 183 | Opoziție         |
| 1995 | 1.060.175 | 21.9% | 41 / 183 | Opoziție         |
| 1999 | 1.244.087 | 26.9% | 52 / 183 | Coaliție ÖVP-FPÖ |
| 2002 | 491.328   | 10.0% | 18 / 183 | Coaliție ÖVP-FPÖ |
| 2006 | 519.598   | 11.0% | 21 / 183 | Opoziție         |
| 2008 | 857.028   | 17.5% | 34 / 183 | Opoziție         |
| 2013 | 962.313   | 20.5% | 40 / 183 | Opoziție         |
| 2017 | 1.316.442 | 26.0% | 51 / 183 | Coaliție ÖVP-FPÖ |
| 2019 | 772,666   | 16.2% | 30 / 183 | Opoziție         |